# Жанри наукової фантастики

«Жорстка» наукова фантастика описує можливе з точки зору сучасних науки і техніки, наприклад, туризм на Марс

Наукова фантастика є жанром фантастики, який описує ситуації, невідомі в реальності, але ймовірні, пов'язані з певними теоріями і припущеннями в науці й техніці. Відповідно серед сюжетів наукової фантастики часто трапляються неможливі на даний час види польотів на інші планети, робототехніка, імовірне, проте не відкрите позаземне життя, гіперпростір. Яскраві представники жанру в літературі: Іван Єфремов, Олександр Бєляєв, Айзек Азімов, Рей Бредбері, Артур Кларк.
В загальному наукова фантастика поділяється на «жорстку», яка спирається на відомі на даний час наукові факти і технічні досягнення, та «м'яку», яка описує те, що спирається на гіпотези і припущення. Їх найважливішими піджанрами є військова наукова фантастика, антиутопія, апокаліптична і постапокаліптична фантастика, ксенофантастика, космічна опера. Часто до жанру наукової фантастики відносять альтернативну історію і соціальну фантастику.

## Тверда наукова фантастика

Франшиза «Зоряна брама» є прикладом військової «м'якої» фантастики

Тверда або жорстка наукова фантастика є категорією наукової фантастики, яка характеризується акцентом на наукових або технічних подробицях, на науковій точності тощо. Термін був вперше використаний у пресі в 1957 році П. Шайлер Міллером в огляді Джона У. Кемпбела-молодшого «Острови у космосі» в журналі «Astounding Science Fiction». Основним критерієм зарахування твору до твердої фантастики є відповідність науковим знанням часу його створення. Наприклад, повість «Планета бур» Олександра Казанцева є твердою науковою фантастикою, позаяк зображені в ній техніка і умови Венери розглядалися тодішньою наукою як цілком можливі.
Засновником вважається Жюль Верн. Представники: Герберт Велз, Айзек Азімов, Грег Іган, Артур Кларк, Станіслав Лем, Роберт Хайнлайн тощо.

## М'яка наукова фантастика
Додатковий термін «м'яка наукова фантастика» вперше вжив в 1978 році американський критик Джордж Елрік як протиставлення «жорсткій». З часом під терміном стала розумітися фантастика, зосереджена на гуманітарних і суспільних науках на кшталт соціології, антропології. В творах фантастика виступає радше прийомом, а не жанром.
Основоположником «м'якої» фантастики вважається Роберт Хайнлайн. Представники: Рей Бредбері, Кліффорд Саймак, брати Стругацькі.

## Піджанри

### Військова наукова фантастика
Військова наукова фантастика — піджанр наукової фантастики, в якому головні герої є членами військової служби і учасниками збройних конфліктів, які відбуваються, як правило, в просторі або на планеті, окрім Землі. Докладний опис конфлікту, тактика і роль військової служби та окремих членів цієї служби є основою для військової наукової фантастики. Такі історії часто мають особливості фактичних минулих та поточних конфліктів Землі, тільки приклад з країнами замінюється на цілі планети або галактики зі схожими характеристиками, лінкори просторовими лінійними кораблями тощо.

### Антиутопія
Антиутопія (грец. αντί-, ου — не, τόπος — місце; альтернативно, дистопія (грец. δυσ — хворий, поганий), какотопія) — вигадане суспільство, яке є антитезою утопії, втілює протилежність ідеального суспільства. Зазвичай характеризується пригноблюючим суспільним контролем, здійснюваним авторитарним або тоталітарним урядом. Характерною рисою є те, що описуване суспільство виникло в ході розвитку сучасного суспільства, а не глобальної катастрофи, світової війни тощо Вперше термін «антиутопія» (англ. dystopia, anti-utopia) вжив англійський філософ і економіст Джон Стюарт Мілл в 1868 році.
Представники: Ян Вайсс, Євгеній Зам'ятін, Джордж Орвелл, Олдос Гакслі.

### Апокаліптична і постапокаліптична фантастика
Постапокаліпсис або постапокаліптика (англ. post-apocalyptic) — жанр наукової фантастики, в якому дія розвивається у світі після якої-небудь глобальної катастрофи. Як остання представляються: третя світова війна зі застосуванням ядерної, хімічної або біологічної зброї, вторгнення чужопланетян, повстання машин на чолі штучного розуму (роботів), пандемія, падіння астероїда або інші катастрофи. У контексті оповідання розглядається зріз сучасної дійсності через призму сприйняття далеких поколінь. У літературі цей жанр близько стоїть і іноді змішується з кіберпанком — жанром, який описує світ високих технологій, але зі знеособленням людини, і який нерідко виник після глобальних катастроф. Термін «постапокаліпсис» вперше вжив критик Алан Франк в 1987 році.
Представники: Ларрі Нівен,  Джеррі Пурнелл, Джеймс Баллард, Роберт Хайнлайн.

### Ксенофантастика
Ксенофантастика — піджанр наукової фантастики, де головними героями (або одними з головних) виступають не люди, а інші розумні істоти. Можуть фігурувати також відмінні від земних форми життя, як мислячі планети чи туманності.
Прикладами ксенофантастики є «Едем» Гаррі Гаррісона, «Ворог мій» Баррі Лонгайєра.

### Космічна опера

«Star Trek» — найвідоміший серіал у жанрі космоопера

Космічна опера — пригодницький піджанр наукової фантастики. Термін вперше вжив 1941 року критик Вілсон Таккер для позначення псевдонаукових фантастичних творів. У 1970-х роках сформувалося сучасне поняття як про фантастику, так чи інакше пов'язану із космосом. Зазвичай містить у собі міжзоряні мандрівки, пригоди на чужих планетах, зустрічі з чужими цивілізаціями (здебільшого гуманоїдними). Для космічної опери характерний простий поділ на добро й зло. Герої здійснюють подвиги, часто рятують планети, галактики, отримуючи в нагороду кохання, матеріальний скарб.
Засновником вважається Едвард Елмер Сміт. Представники: Едгар Берроуз, Едмонд Гамільтон, Пол Андерсон, Ден Сіммонс.

### Християнська наукова фантастика
Християнська наукова фантастика — піджанр християнської літератури та наукової фантастики, в якій присутні важливі християнські теми, написані з християнської точки зору. Ці теми можуть бути тонкими, виражені за аналогією, або більш явними. Основні впливи включають ранню наукову фантастику таких авторів, як Клайв Стейплз Льюїс, а свіжіші предстаники — Стівен Лохед і Тім ЛаХей. Авторів, які пишуть у цьому піджанрі, стикаються з особливими труднощами узгодження аспектів науки зі своїми християнськими переконаннями, які можуть привести до проблем в їхній роботі з більш широким співтовариством наукової фантастики.

### Альтернативна історія
В основі жанру альтернативна історія лежить припущення, що якась з історичних подій не відбулася, в результаті чого історія пішла іншим шляхом.

### Соціальна фантастика
Головна мета соціальної фантастики — розкрити закони розвитку суспільства, що потрапило в нові і незвичні для людства умови. Тут фантатсичне допущення, зберігаючи свою значущість, стає способом постановки глобальних питань. Приклади творів: «Корпорація Безсмертя» Роберта Шеклі, «451 градус по Фаренгейту» Рея Бредбері, «Град приречений» братів Стругацьких.

### Таймпанк
Таймпанк — піджанр наукової фантастики, що моделює світ який стоїть на інакшому технологічному рівні, що передбачає інші закони соціуму. Піджанри: стоунпанк, сандалпанк, клокпанк, стимпанк, дизельпанк, киберпанк, нанопанк, біопанк, космопанк.

### Авантюрна фантастика
Принципово нічим не відрізняється від «Трьох мушкетерів» Дюма — змінюються лише декорації: бластери замість мушкетів, лазерні мечі замість шпаг.
Представник жанру — Гаррі Гаррісон.